# Hedsor
Hedsor est un petit village du Buckinghamshire, Angleterre. Le village est situé près de la Tamise et à 2 km à l'est de Bourne End. La population est de 95 habitants.
Le nom du village est d'origine anglo-saxonne. Il signifie « Hædde's cliff », faisant référence à la position du village dominant la Tamise.

## Patrimoine
- Hedsor House, manoir de style italien.